# Ceccano
Ceccano és un municipi italià, situat a la regió del Laci i a la província de Frosinone. L'any 2004 tenia 22.469 habitants.
Els orígens del poble se situen en una antiga ciutadella volsca que es va rendir als romans el 424 aC.